# Dénomination d'une personne en birman
Dans la dénomination d'une personne en birman, contrairement à l'usage occidental ou chinois, il n'existe pas de nom de famille birman se transmettant de parents à enfants. Chacun porte un nom personnel qui lui est propre et qui ne se décompose pas en patronyme et prénom.

## Titre honorifique
Quand on nomme quelqu'un qui n'est ni un proche ni un enfant, on fait précéder son nom d'un titre honorifique qui dépend du sexe (comme Monsieur, Madame), de l'âge ou du statut social et professionnel (comme Maître, Docteur, Mon Général). Une erreur fréquente faite en Occident consiste à prendre le titre pour une partie des noms. Cette confusion tient à ce que la romanisation des mots ou syllabes qui composent un nom birman (Le birman est une langue monosyllabique, où une syllabe correspond à un mot) les sépare, alors qu'ils sont accolés en birman, comme le sont d'ailleurs tous les mots d'une phrase : ဒေါ်ခင်စု accole Daw et Khinsu, Madame et un nom propre, mais est transcrit Daw Khin Su, c'est-à-dire Madame Khinsu ; ဦးအောင်စိန် est transcrit U Aung Sein, c'est-à-dire Monsieur Aungsein. À cela s'ajoute le fait que les noms d'une syllabe (il en existe de moins en moins) sont toujours précédés d'un titre. Ainsi en est-il de U Nu ou de U Thant, dont les noms se limitent en fait à une seule syllabe.
|                                 | Hommes     | Sens premier | Femmes           | Sens premier     |
| Personne plus âgée ou respectée | ဦး u        | oncle        | ဒေါ် daw            | tante            |
| Même âge                        | ကို ko       | frère aîné   | မမ mama ou ဒေါ် daw | sœur aînée tante |
| Personne plus jeune             | မောင် maun(g) | frère cadet  | မ ma             | sœur aînée       |

On peut se passer de titre entre amis proches. Ainsi, un homme nommé Soe Win peut être appelé U Soe Win, Ko Soe Win ou même Ko Soe, Maun(g) Soe Win ou seulement Soe Win ; une femme nommée Khin Than peut être appelée Daw Khin Than, Ma Khin Than, mais Khin Than, Khin ou Than supposent une relation étroite et peuvent être considérés comme des dénominations familières et affectueuses.
| Titre                | Sens               | Emploi                                                           |
| -------------------- | ------------------ | ---------------------------------------------------------------- |
| ဆရာ saya              | Professeur, maître | Enseignant ou quiconque doté d'une qualification professionnelle |
| ဆရာမ sayama           | Féminin de saya    | Même emploi que saya                                             |
| ဆရာတော် sayadaw 1        | Honorable maître   | Moine âgé ou de rang supérieur                                   |
| အရှင် ashin ou ရှင် shin | Seigneur           | Moine âgé ou nobles (autrefois)                                  |
| မိ mi ou မိမိ mimi      | Petite maman       | Jeune femme (valeur affectueuse)                                 |
| သခင် thakin           | Maître             | A été employé par les membres de Dobama Asiayone                 |
| တက္ကသိုလ် tek ka tho     | Université         | A été employé par des écrivains comme Tekkatho Phone Naing (en)  |
| သိပ္ပံ theip pan        | Science            | A été employé par des écrivains comme Theippan Maung Wa (en)     |

1- - တော်, -daw est un suffixe honorifique.

## Absence de nom de famille
L'usage d'un patronyme transmis de génération à génération n'existe pas chez les Birmans. Un nom propre renvoie toujours à une seule et même personne. Une femme mariée conserve son nom, et celui des enfants peut n'avoir rien de commun avec ceux des parents. Le fils de  U Sein Tun peut s'appeler Maung Saw Tin  et son épouse Daw Mya Aye .
Il arrive que soit repris dans le nom celui d'un ou de plusieurs parents, comme c'est le cas pour le Prix Nobel Aung San Suu Kyi, အောင်ဆန်းစုကြည်, composé de quatre mots, dont les deux premiers viennent de son père Aung San, အောင်  ဆန်း , le troisième de sa grand-mère paternelle Suu, စု et le quatrième de sa mère Khin Kyi, ခင်  ကြ ည် (seul le second mot a été repris). Cette pratique, devenue un peu plus fréquente de nos jours est critiquée par certains, qui y voient une influence étrangère contraire aux traditions. Quoi qu'il en soit, elle est loin d'être systématique et ne tend pas à l'instauration d'un patronyme.

## Caractéristiques du nom
Souvent constitués autrefois d'un seul mot monosyllabique, les noms se sont allongés au cours des XIXe siècle et XXe siècle, peut-être sous l'influence occidentale ou pour éviter des homonymes trop nombreux. Ils sont composés aujourd'hui le plus souvent de trois, parfois de quatre ou même cinq mots. Ces mots appartiennent au lexique du birman ou parfois du pāli transposé en birman et ne se distinguent en rien du vocabulaire commun, sinon par leur regroupement.

## Critères du choix

### Influence du jour de la naissance
Les Birmans font grand cas de l'astrologie,, plus particulièrement de la numérologie. Il était ainsi de tradition que le choix du nom dépende du jour de naissance, car le calendrier astrologique birman associe à chaque jour de la semaine des lettres dont l'une constitue l'initiale du nom. Cet usage tend aujourd'hui à disparaître. Le tableau suivant indique ces correspondances :
| Jour                                | Lettres                                  |
| ----------------------------------- | ---------------------------------------- |
| Lundi ( တနင်္လာ )                      | က (ka), ခ (hka), ဂ (ga), ဃ (ga), င (nga) |
| Mardi ( အင်္ဂါ )                       | စ (sa), ဆ (hsa), ဇ (za), ဈ (za), ည (nya) |
| Mercredi jusqu'à 18 heures ( ဗုဒ္ဓဟူး ) | လ (la), ဝ (wa)                           |
| Mercredi après 18 heures ( ရာဟု )     | ယ (ya), ရ (ya, ra)                       |
| Jeudi ( ကြာသပတေး )                      | ပ (pa), ဖ (hpa), ဗ (ba), ဘ (ba), မ (ma)  |
| Vendredi ( သောကြာ )                     | သ (tha), ဟ (ha)                          |
| Samedi ( စနေ )                       | တ (ta), ထ (hta), ဒ (da), ဓ (da), န (na)  |
| Dimanche ( တနင်္ဂနွေ )                  | အ (a) (é) (i) (è) (o) (ô) (ou)           |

### Les composants du nom
Le choix des constituants du nom dépend avant tout de leur signification. Beaucoup de noms propres occidentaux sont issus aussi du lexique, mais dans la mentalité birmane, il importe que le nom attribué à l'enfant traduise le bien précieux qu'il représente pour ses parents. « Fils méritant, précieux joyau » dit un proverbe. Aussi recourt-on volontiers aux métaphores des astres et des pierres précieuses pour dénommer un nouveau-né, ces gemmes qui sont une des richesses naturelles du pays. Si la croyance est que la destinée d'une personne est largement déterminée par son karma, on pense aussi qu'un terme évocateur de richesse a une valeur propitiatoire.
En voici quelques exemples :
| Birman | Transcription | API1  | Sens          | Exemples            | API1        |
| ------ | ------------- | ----- | ------------- | ------------------- | ----------- |
| လှိုင်     | hlaing        |       | être abondant | Thakin San Hlaing   |             |
| မြ      | mya           | myá   | émeraude      | မြသန်းတင့် Mya Than Tint | myá θàɴ tíɴ |
| နေ      | ne            | nè    | soleil        | နေဝင်း Ne Win          | nè wɪ́ɴ      |
| စန္ဒာ 2  | sanda         | saNda | lune          |                     |             |
| နီလာ     | nilar         | nila  | saphir        | နီလာဝင်း Nilar Win      | nila wɪ́ɴ    |
| သန္တာ 2  | thanda        | θanda | corail        |                     |             |
| စိန်     | sein          | sèiɴ  | diamant       | စိန်ဝင်း Sein Win       | sèiɴ wɪ́ɴ    |
| သိန်း     | thein         | θéiɴ  | dix-mille     | သိန်းစိန် Thein Sein     | θéiɴ sèiɴ   |

1- Wikipedia:IPA for Burmese (en) 

2-  Noms d'origine Pāli ( Prénom féminin ).
Pour les mêmes raisons les mots exprimant des qualités physiques, morales, le succès ou le bonheur sont aussi souvent choisis:
| Birman | Transcription | API   | Sens         | Exemples                     | API            |
| ------ | ------------- | ----- | ------------ | ---------------------------- | -------------- |
| အောင်     | aung          | àʊn   | réussite     | အောင်ဆန်း Aung San                | àʊn sʰán       |
| အေး      | aye           | ?è    | serein       | မြအေး Mya Aye (en)              | mya ?è         |
| ချစ်     | chit          | tɕʰɪʔ | amour        | ခင်မျိုးချစ် Khin Myo Chit (en)     | kʰɪ̀ɴ mjó tɕʰɪʔ |
| ခင်     | khin          | kʰɪ̀ɴ  | affectionné  | ခင်မောင် Khin Maung              | kʰɪ̀ɴ màuɴ      |
| မင်း     | min           | mɪ́ɴ   | roi          | မင်းကိုနိုင် Min Ko Naing           | mɪ́ɴ kò nàiɴ    |
| လှ      | hla           | lá    | joli         | လူထုဦးလှ Ludu U Hla (en)         | lùdṵ ʔú l̥á     |
| ထင်     | htin          | tʰìɴ  | distingué    | ထင်အောင် Htin Aung               | tʰìɴ àuɴ       |
| ကျော်      | kyaw          | tɕɔ̀   | réputé       | ကျော်သူ Kyaw Thu                  | tɕɔ̀ θù         |
| လွင်     | lwin          | lwɪ̀ɴ  | exceptionnel | စိန်လွင် Sein Lwin               | sèiɴ lwɪ̀ɴ      |
| မိုး      | moe           | mɔ    |              | တင်မိုး Tin Moe                  | tìɴ mɔ         |
| မြင့်     | mynt          | mjɪ̰ɴ  | élevé        | မြင့်မြင့်ခင် Myint Myint Khin (en) | mjɪ̰ɴ mjɪ̰ɴ kʰɪ̀ɴ |
| နိုင်     | naing         | nàiɴ  | capable      | ကျော်ကျော်နိုင် Kyaw Kyaw Naing (en)    | tɕɔ̀ nàiɴ       |
| နု      | nu            | nṵ    | juvénile     | ဦးနု U Nu                      | ú nṵ           |
| ညွန့်     | nyunt         | ɲʊ̰ɴ   | floraison    | ခင်ညွန့် Khin Nyunt              | kʰɪ̀ɴ ɲʊ̰        |
| စည်သူ    | sithu         | sìθù  |              | စည်သူကျော်ထင် Sithu Kyawhtin        | sìθù tɕɔ̀tʰìɴ   |
| စန်း     | san           | sáɴ   |              | စန်းစန်းနွယ်, San San Nweh         | sáɴ sáɴ nwɛ̀    |
| စု      | su            | sṵ    |              |                              |                |
| သန့်     | thant         | θàN   | pur          | ဦးသန့် U Thant                  | ဦးသန့်            |
| ဝင်း     | win           | wɪ́ɴ   | brillant     | ဝင်းတင် Win Tin                 | wɪ́ɴ tɪ̀ɴ        |
| ဇော      | zaw           | zɔ́    | exceptionnel | ကျော်ဇော Kyaw Zaw                  | tɕɔ̀ zɔ́         |
| ဇေယျာ 1   | zeya          | zeya  | victoire     | ဇေယျာ Zeya (Burmese actor) (en) | zeja           |

1-   Nom d'origine pāli (Prénom masculin).
Le nom peut aussi inclure des termes de parenté, y compris les mots signifiant famille. Ils sont parfois associés ou répétés. Ainsi rencontre-t-on, outre ceux utilisés dans les titres honorifiques cités plus haut, les termes  pho (Grand-père), pwa (Grand-mère), ba / phe (Père),  me (Mère),  myo (famille), hswe (Proches). Certains de ces termes peuvent être répétés, donnant au nom une tonalité affectueuse. Ainsi un homme peut s'appeler Maung Maung U qui devient U Maung Maung U, si on ajoute un titre honorifique. De même une femme peut s'appeler Khin Ma Ma ou, précédé d'un titre Ma Khin Ma Ma.
Un grand nombre de noms sont indifféremment masculins ou féminins, sauf s'ils comportent un des termes cités précédemment qui les rattache par définition à un sexe. Toutefois la duplication, quand elle ne répète pas un terme de parenté masculin comme Maung Maung, est très souvent une marque féminine. Aye Mynt, Than Htwe sont unisexes, Tint Lwin est le plus souvent masculin ; en revanche Aye Aye Mynt, Than Than Htwe, Tint Tint Lwin sont des noms féminins.

## Usage occidental
En Occident, ceux qui doivent se référer à des noms birmans (presse écrite ou parlée, encyclopédies, catalogues, etc.) ont eu l'obligation de traiter ou d'adapter au cas par cas les noms birmans comme s'ils étaient composés d'un prénom et d'un nom, et de n'utiliser que la partie "nom". Cet usage est courant, par exemple :
- Le général Bogyoke Aung San (ဗိုလ်ချုပ်  အောင်ဆန်း) est appelé général Aung San ou simplement Aung San, comme si Bogyoke était son prénom et si Aung San était son nom de famille. Un système de classement occidental le rangera sous "Aung San, Bogyoke".
- Sa fille Aung San Suu Kyi est appelée Suu Kyi, ou Madame Suu Kyi, ou Daw Suu Kyi, comme un nom de famille ; c'est la partie de son nom birman qui la distingue de son père. Un système de classement occidental le rangera sous "Suu Kyi, Aung San".

À l'inverse, certains noms birmans sont tellement courts que les documents occidentaux ont standardisé l'usage d'intégrer leur honorifique au nom comme s'il s'agissait d'un prénom. Par exemple :
- Nu (c'est son unique nom) est toujours désigné comme U Nu (Monsieur Nu) bien que "U" ne soit ni un prénom ni même partie de son nom. Il a aussi porté un temps le nom de Thakin Nu (Maître Nu). Un système de classement occidental le rangera sous "Nu, U" ou parfois "Nu (U)" (pour distinguer un honorifique d'un prénom, selon le format "Newton, Isaac (Sir)").
- Thant (c'est son unique nom) est toujours désigné comme U Thant (Monsieur Thant). Un système de classement occidental le rangera sous "Thant, U" ou parfois "Thant (U)".

Ces adaptations sont nécessaires, aussi bien pour les besoins de la presse (on évoque simplement "Suu Kyi" ou "Madame Suu Kyi") que ceux des dictionnaires, encyclopédies, librairies et autres catalogues ou bases de données (on retrouve U Nu à la lettre "N" et U Thant à la lettre "T", au lieu d'avoir tous les hommes birmans massés à "U").
Il convient simplement de garder à l'esprit qu'il s'agit d'adaptations. En présence de personnes birmanes le nom entier est l'usage normal, et il est préférable de se renseigner avant de chercher à le raccourcir ou l'adapter soi-même : ce serait un faux-pas que d'appeler Bogyoke Aung San "Monsieur San", ou d'appeler Aung San Suu Kyi "Madame Kyi".